# Формат (футбольный клуб)
«Формат» (бел. Фармат) — белорусский футбольный клуб из агрогородка Пограничная.

## История
Клуб был создан в 2020 году в городе Высокое на основе логистической компании «Евроэкспорт», под чьим названием и начал выступать в чемпионате Брестской области. В 2021 году клуб, после объединения областных чемпионатов со Второй лигой, также отправился выступать в третий дивизион. Владелец компании Сергей Григорьевич Осийчук стал в клубе играющим тренером и одновременно капитаном. Перед новым сезоном в марте 2023 года клуб сменил название на «Формат», по названию одной из местных баз отдыха, и переехал в агрогородок Пограничная.

## Названия
- «Евроэкспорт» Высокое (2021—2022)
- «Формат» Пограничная (2023—н. в.)

## Логотипы
- История логотипов клуба
- Логотип «Евроэкспорта» в 2020—2022 годах
- Логотип «Формата» с 2023 года

Главный тренер с 2020 года — Сергей Осийчук.